# 모락산 전투
모락산 전투(慕洛山 戰鬪)는 경기도 의왕시 오전동에 있는 모락산에서 1951년 1월 30일부터 2월 3일까지 한국군 1사단 15연대와 단대호 미상의 중공군 1개 연대간 벌어진 전투이다.

## 배경
수원에서 북쪽으로 달려 지지대고개를 넘어서면 좌전방에 수리산이, 우전방에 백운산과 모락산이 우뚝 솟아있다. 안양지역을 안전하게 통과하고 측후방의 위협을 제거하기 위해서는 반드시 확보되어야할 중요한 지역이다. 중공군은 이 산악지역을 이용하여 유엔군의 진출을 저지하려 하였다. 유엔군은 터키여단을 좌측에 미25사단 35연대를 중앙에, 한국군 1사단 15연대를 우측에 배치하여 1월 31일 공격을 개시하였다. 한국군 1사단 15연대는 1월 29일 연대지휘소를 수원 북쪽의 정자리로 옮기고, 1월 31일 제1대대를 우측에, 제2대대를 좌측에 배치하고 3대대를 예비로 공격을 개시하였다. 중공군은 오전동지역의 무명 237고지에 1개 대대, 백운동지역 무명 213고지에 1개 대대, 모락산 정상부근에 1개 대대를 배치하여 아군의 진출을 저지하였다.

## 전투 경과

### 1951.1.30 ~ 1.31
제1대대장(유재성 중령)은 왕곡리- 백운사 일대로 진출한 다음 1:00시경 제2중대를 우측에, 제3중대를 좌측에 배치하여 박격포와 기관총의 지원을 받으며 공격을 실시하여 13:50에 무명 213고지, 217고지, 220고지를 점령하였다. 한편 제2대대장(대대장 최병순)은 통산-곡정일대에서 공격을 시작하였다. 우측 공격제대인 6중대는 무명 237고지의 적을 정면으로 공격하고, 좌측 공격제대인 제5중대는 내곡을 지나 237고지의 서쪽 기슭을 공격하였다. 이때 적은 모락산에 있는 1개 대대의 화력지원을 받으면서 집요하게 저항하였다. 그러나 대대는 15:00경에 적 진지에 제압사격을 가하고 200m 능선까지 진격한 다음 일제히 적진을 돌격하여 20분간의 육박전을 전개하여 고지를 점령하였다.

### 1951.2.3 ~ 2. 4
2월 3일 제15연대는 다시 공격을 시작하였다. 연대장 김안일 대령(예비역 준장)은 2월 2일 28:00에 작전지시 제2호를 내려 제2대대로 하여금 2월 3일 06:30을 기해 모락산(383고지) 일대를 공격하고, 제1대대는 무명 200고지 일대에 포진하고 있는 적을 공격하라는 명령을 내린다.
이에 제2대대는 14:00에 중화기중대가 군포장 동쪽에서 적진에 대하여 공격준비사격을 실시하면서 공격을 개시하였다. 제5중대는 모락산 서봉인 무명 133고지를 확보하고 383고지로 전진하여 적의 퇴로를 막으려하자, 갈산동 남쪽에서 2개 소대 규모의 적이 이를 방해하면서 저항하였다. 이에 중대는 15:00에 보전합동부대의 엄호 하에 논을 가로질러 적을 격파하고 모락산의 적의 배후를 위협한다. 제6중대는 이미 11:00에 383고지 남쪽을 공격하였는데 적은 383고지 동북쪽의 봉우리에 연한 능선일대에서 계속 저항하였다. 한편 제7중대는 갈산동 서쪽의 무명고지를 점령하여 383고지의 배후를 차단하였다. 제5중대와 7중대가 동쪽으로 우회하면서 퇴로를 차단하고, 정면에서 6중대의 압력을 가하자 동요하기 시작하였다. 이에 제2대대는 일제히 돌격을 하여 백병전을 벌여서 적을 모두 괴멸시켰다. 한편 무명 200고지를 공격한 제1대대는 적의 강력한 저항에 부딪혀 돈좌되었으나 제2대대지역에서 적이 모락산을 포기하고 후퇴하면서 쉽게 물러나게 된다. 이로써 4일 간의 모락산 전투가 끝났다.

## 전투 결과
4일간의 혈전에서 한국군 1사단 15연대는 중공군 663명을 사살하였으며 90명의 포로를 획득했다. 한편 한국군도 전사 70명, 부상 200여명의 피해를 입었다.

## 의의
이 전투의 승리로 유엔군은 1번국도와 47번국도를 통제할 수 있게 되었고, 안양을 지나, 인천, 영등포지역으로 진출할 수 있는 여건을 조성하게 된다. 또한 한강 이남선에서 주저항선을 형성하여 수도 서울을 사수하려는 중공군의 의도를 무산시켰다.